# Escaphiella argentina
Espèce
Synonymes
- Scaphiella argentina Birabén, 1954

Escaphiella argentina est une espèce d'araignées aranéomorphes de la famille des Oonopidae.

## Distribution
Cette espèce est endémique de la province de Salta en Argentine,.

## Description
La femelle décrite par Platnick et Dupérré en  2009 mesure 1,75 mm.

## Étymologie
Cette espèce est nommée en référence au lieu de sa découverte, l'Argentine.

## Publication originale
- Birabén, 1954 : Nuevas Gamasomorphinae de la Argentina (Araneae, Oonopidae). Notas del Museo de La Plata, vol. 17, no 152, p. 181-212